# Кейта, Сибири
Сибири Кейта (фр. Sibiry Keita; 30 января 2001) — малийский футболист, полузащитник клуба «Славия» (София).

## Клубная карьера
В октябре 2014 года Кейта поступил в футбольную академию «Эспайр» в Катаре, став одним из трёх игроков из 35 200 подростков, которых проходили шестимесячный просмотр. 31 января 2019 года подписал трёхлетний контракт с бельгийским клубом «Эйпен». 27 апреля 2019 года дебютировал в основном составе «Эйпена» в матче плей-офф за попадание в Лигу Европы против «Вестерло». 10 августа 2019 года дебютировал в рамках регулярного чемпионата Бельгии против клуба «Васланд-Беверен».

## Карьера в сборной
В 2017 году сыграл за сборную Мали до 17 лет в двух матчах в рамках отборочного турнира к Кубку африканских наций для игроков до 17 лет .